# Vaahteraliiga 1983
La Vaahteraliiga 1983 è stata la 4ª edizione del campionato finlandese di football americano di primo livello, organizzato dalla SAJL.

## Squadre partecipanti
| Club              | Città    | Stadio | Sponsor ufficiale | Risultato nella stagione 1982 |
| ----------------- | -------- | ------ | ----------------- | ----------------------------- |
| East City Giants  | Helsinki |        |                   |                               |
| Espoo Poli        | Espoo    |        |                   |                               |
| Helsinki Rams     | Helsinki |        |                   |                               |
| Helsinki Roosters | Helsinki |        |                   |                               |
| Hyvinkää Falcons  | Hyvinkää |        |                   |                               |
| MAJS              | Helsinki |        |                   |                               |
| Turku Trojans     | Turku    |        |                   |                               |
| Vantaan TAFT      | Vantaa   |        |                   |                               |

## Stagione regolare

### Calendario

#### 1ª giornata
| 1983 | East City Giants | 13 – 27 | Helsinki Roosters |  |

| 1983 | Hyvinkää Falcons | 6 – 16 | Turku Trojans |  |

| 1983 | Vantaan TAFT | 7 – 29 | Espoo Poli |  |

| 1983 | MAJS | 28 – 13 | Helsinki Rams |  |

#### 2ª giornata
| 1983 | Turku Trojans | 17 – 18 | Vantaan TAFT |  |

| 1983 | MAJS | 3 – 7 | Helsinki Roosters |  |

| 1983 | Espoo Poli | 33 – 0 | Hyvinkää Falcons |  |

| 1983 | East City Giants | 46 – 0 | Helsinki Rams |  |

#### 3ª giornata
| 1983 | East City Giants | 15 – 0 | Vantaan TAFT |  |

| 1983 | Turku Trojans | 0 – 24 | Espoo Poli |  |

| 1983 | Hyvinkää Falcons | 0 – 20 | MAJS |  |

| 1983 | Helsinki Roosters | 47 – 0 | Helsinki Rams |  |

#### 4ª giornata
| 1983 | MAJS | 7 – 17 | Espoo Poli |  |

| 1983 | Turku Trojans | 0 – 7 | East City Giants |  |

| 1983 | Hyvinkää Falcons | 0 – 55 | Helsinki Roosters |  |

| 1983 | Vantaan TAFT | 14 – 7 | Helsinki Rams |  |

#### 5ª giornata
| 1983 | Vantaan TAFT | 13 – 30 | Helsinki Roosters |  |

| 1983 | Turku Trojans | 0 – 3 | MAJS |  |

| 1983 | East City Giants | 27 – 0 | Espoo Poli |  |

| 1983 | Helsinki Rams | 27 – 0 | Hyvinkää Falcons |  |

#### 6ª giornata
| 1983 | Turku Trojans | 3 – 37 | Helsinki Roosters |  |

| 1983 | Vantaan TAFT | 54 – 0 | Hyvinkää Falcons |  |

| 1983 | MAJS | 7 – 13 | East City Giants |  |

| 1983 | Espoo Poli | 17 – 7 | Helsinki Rams |  |

#### 7ª giornata
| 1983 | Turku Trojans | 20 – 20 | Helsinki Rams |  |

| 1983 | Vantaan TAFT | 6 – 20 | MAJS |  |

| 1983 | Helsinki Roosters | 34 – 17 | Espoo Poli |  |

| 1983 | Hyvinkää Falcons | 0 – 40 | East City Giants |  |

### Classifica
La classifica della regular season è la seguente:
- PCT = percentuale di vittorie, G = partite giocate, V = partite vinte,  P = partite perse, PF = punti fatti, PS = punti subiti

| Pos. | Squadra           | PCT   | G | V | N | P | PF  | PS  |
| ---- | ----------------- | ----- | - | - | - | - | --- | --- |
| 1    | Helsinki Roosters | 1.000 | 7 | 7 | 0 | 0 | 237 | 49  |
| 2    | East City Giants  | .857  | 7 | 6 | 0 | 1 | 161 | 34  |
| 3    | Espoo Poli        | .714  | 7 | 5 | 0 | 2 | 137 | 82  |
| 4    | MAJS              | .571  | 7 | 4 | 0 | 3 | 88  | 56  |
| 5    | Vantaan TAFT      | .429  | 7 | 3 | 0 | 4 | 112 | 118 |
| 6    | Turku Trojans     | .214  | 7 | 1 | 1 | 5 | 56  | 115 |
| 7    | Helsinki Rams     | .214  | 7 | 1 | 1 | 5 | 74  | 172 |
| 8    | Hyvinkää Falcons  | .000  | 7 | 0 | 0 | 7 | 6   | 245 |

## Playoff

### Tabellone
|  | Wild Card | Wild Card     | Wild Card  |                  |    | Semifinali        | Semifinali           | Semifinali           |                      |      | IV Vaahterahmalja | IV Vaahterahmalja | IV Vaahterahmalja |  |
|  |           |               |            |                  |    |                   |                      |                      |                      |      |                   |                   |                   |  |
|  |           |               |            |                  |    | 1                 | Helsinki Roosters    | 41                   |                      |      |                   |                   |                   |  |
|  |           |               |            |                  |    | 1                 | Helsinki Roosters    | 41                   |                      |      |                   |                   |                   |  |
|  |           |               | 4          | MAJS             | 10 |                   |                      |                      |                      |      |                   |                   |                   |  |
|  | 4         | MAJS          | 4          | MAJS             | 10 | 28                |                      |                      |                      |      |                   |                   |                   |  |
|  | 4         | MAJS          |            |                  |    |                   |                      |                      |                      |      |                   |                   |                   |  |
|  | 5         | Vantaan TAFT  | 20         |                  |    |                   |                      |                      |                      |      |                   |                   |                   |  |
|  | 5         | Vantaan TAFT  | 20         |                  | 1  | Helsinki Roosters | 28                   |                      |                      |      |                   |                   |                   |  |
|  |           |               |            |                  |    |                   |                      |                      |                      |      |                   |                   |                   |  |
|  |           |               | 3          | Espoo Poli       | 17 |                   |                      |                      |                      |      |                   |                   |                   |  |
|  |           |               |            | Espoo Poli       | 17 |                   |                      |                      |                      |      |                   |                   |                   |  |
|  |           |               |            |                  |    |                   |                      |                      |                      |      |                   |                   |                   |  |
|  |           |               |            |                  |    |                   |                      |                      |                      |      |                   |                   |                   |  |
|  |           | 3             | Espoo Poli | 14               |    |                   | Finale 3º - 4º posto | Finale 3º - 4º posto | Finale 3º - 4º posto |      |                   |                   |                   |  |
|  |           |               |            | 14               |    |                   |                      |                      |                      |      |                   |                   |                   |  |
|  |           |               | 2          | East City Giants | 13 |                   |                      |                      |                      |      |                   |                   |                   |  |
|  | 3         | Espoo Poli    | 2          | East City Giants | 13 | 62                |                      |                      | 4                    | MAJS | 3                 |                   |                   |  |
|  | 3         | Espoo Poli    |            |                  |    |                   |                      |                      | 4                    | MAJS | 3                 |                   |                   |  |
|  | 6         | Turku Trojans | 0          |                  |    | 2                 | East City Giants     | 22                   |                      |      |                   |                   |                   |  |

### Wild Card
| 1983 | MAJS | 28 – 20 | Vantaan TAFT |  |

| 1983 | Espoo Poli | 62 – 0 | Turku Trojans |  |

### Semifinali
| 1983 | Helsinki Roosters | 41 – 10 | MAJS |  |

| 1983 | Espoo Poli | 14 – 13 | East City Giants |  |

### Finale 3º - 4º posto
| 1983 | East City Giants | 22 – 3 | MAJS |  |

### IV Vaahteramalja
| Helsinki 1983 | Helsinki Roosters | 28 – 17 | Espoo Poli | Töölön Pallokenttä |

## Verdetti
- Helsinki Roosters Campioni della Finlandia 1983